# François Dacosta
François Dacosta (né Isaac Franco Dacosta à Bordeaux le 17 janvier 1778, où il est mort le 12 juillet 1866) est un clarinettiste et compositeur français.

## Biographie
François Dacosta reçut ces premières leçons de musique, du flageolet, par son père, un commerçant et violoniste amateur. Il apprit la clarinette en autodidacte et entre à l'âge de 14 ans dans un régiment en garnison à Bordeaux, pour se perfectionner en musique. En 1796, il donna avec grand succès son premier concert public au théâtre de sa ville natale, après il se produit de façon régulière avec un ami pianiste. 
Dans la même année, il entre au conservatoire de Paris dans la classe de Jean-Xavier Lefèvre et obtient son premier prix en 1798 (an VI). Ensuite il devient successivement clarinettiste à la Chapelle Impériale, deuxième clarinette en 1818 puis première clarinette à l'opéra de Paris en 1825 en succédant à Jean-Xavier Lefèvre et est l'un des fondateurs de la Société des Concerts du Conservatoire. 
À sa mort en 1832, l'orfèvre Dumas lui céda la propriété de sa  basse guerrière inventée vers 1805 et présentée à l'approbation du conservatoire (Méhul, Chérubini, Catel entre autres) qui n'avait pas rencontré le succès attendu. Durant l'année 1833, il collabore avec le facteur de clarinettes, Louis Auguste Buffet (dit A. Buffet jeune) à l'amélioration et au développement de cette clarinette de basse, qu'il introduit à l'opéra de Paris et utilise en 1836 dans un solo du 5e acte de l'opéra Les Hugenots de Giacomo Meyerbeer. 
François-Joseph Fétis relate, dans la Revue et gazette musicale de Paris, un récital joué par Dacosta le 12 mai 1833 avec ce modèle de clarinette basse « fort remarquable par la beauté de ses sons et par l'emploi qu'elle est destinée à remplir dans l'orchestre » lors de la séance de l'Athénée des Arts à la salle Saint-Jean de l'Hôtel de Ville de Paris dont les œuvres produites ne sont plus connues.

« (...) le doigté de la clarinette basse ne diffère de celui de la clarinette ordinaire que pour trois ou quatre note. M. Dacosta, qui se propose de faire fabriquer un certain nombre d'instruments de cette espèce, publiera une gamme qui indiquera ces légères différences aux clarinettistes qui voudront en jouer. Deux ou trois heures de travail suffiront pour en acquérir l'habitude. »

— François-Joseph Fétis, Revue musicale.

« (Voici à ce sujet l’opinion de Fétis; elle prouve que l’on a pu faire en France un instrument convenable avant l’arrivée d’A. Sax et que les facteurs parisiens ne se sont pas inspirés de ses travaux : « A l’aspect de ce grand instrument énorme, la plupart des auditeurs crurent qu’ils allaient entendre des sons durs et rauques…, au lieu de cela, ils entendirent de beaux accents, pleins, sonores et doux à la fois, que M. Dacosta tirait avec facilité et qu’il articulait avec autant de rapidité qu’il aurait pu le faire sur la clarinette-soprano » (Revue et Gazette musicale de Bruxelles, 1834, p 348). »

— Constant Pierre, Les facteurs d’instruments de musique, les luthiers et la facture instrumentale - Précis historique (1893)
En 1839, Adolphe Sax apprend qu'une nouvelle clarinette basse, appelée clarinette octave-basse, réalisée par A. Buffet jeune, montrée à l'exposition de Paris, sera jouée par Dacosta dans des concerts et fait le voyage depuis Bruxelles; au domicile des Dacosta, Sax lui présente son modèle de clarinette basse breveté en 1838, qui porte de nombreuses améliorations techniques et qui pose les bases de la clarinette basse moderne; Sax y joue avec virtuosité le solo des Huguenots. Dacosta reconnaît les qualités acoustiques de l'instrument de Sax. A cette occasion, Madame Dacosta aurait dit: « Mon ami, je suis fâchée de te le dire, mais depuis que Monsieur [Sax] a joué, ton instrument me fait l'effet d'un mirliton! »
En 1842, il retourne à Bordeaux et meurt en 1866.
Ses compositions sont selon François-Joseph Fétis, quatre concertos pour clarinette et des romances, des thèmes variés et des fantaisies.
Il a également réalisé des arrangements et des études :
- Pierre Rode, Sixième Concerto à violon principal... Arrangé pour la clarinette... (1800) par Dacosta Franco Isaac, éditeur Imbault (Paris).
- Etude pour les cadences de la clarinette à douze clefs, par Franco Dacosta. Chez l'auteur.